# Neochelonia biati
Neochelonia biati är en fjärilsart som beskrevs av Adalbert Seitz 1914. Neochelonia biati ingår i släktet Neochelonia och familjen björnspinnare. Inga underarter finns listade i Catalogue of Life.